# トラブゾン県
トラブゾン県（トラブゾンけん、トルコ語: Trabzon ili）は、トルコ、黒海地方の県。ギレスン、ギュミュシュハーネ、バイブルト、リゼと接しており、北部は黒海海岸線になっている。トラブゾン大都市自治体とは同一の範囲である。
ポンティック・ギリシア語話者の小さなコミュニティーがある。

## 自治体
トラブゾンには18の自治体がある。
- アクチャアバト（Akçaabat）
- アラクル（Araklı）
- アルスィン（Arsin）
- ベシクデュジュ（Beşikdüzü）
- チャルシュバシュ（Çarşıbaşı）
- チャイカラ（Çaykara）
- デルネクパザル（Dernekpazarı）
- デュズキョイ（Düzköy）
- ハイラト（Hayrat）
- キョプリュバシュ（Köprübaşı）
- マチュカ（Maçka）
- オフ（Of）
- オルタヒサール（Ortahisar）
- シャルパザル（Şalpazarı）
- シュルメネ（Sürmene）
- トンヤ（Tonya）
- ヴァクフケビル（Vakfıkebir）
- ヨムラ（Yomra）

このうちBeşikdüzü、Vakfıkebir、Çarşıbaşı、Akçaabat、Yomra、Arsin、Araklı、Sürmene、Ofの各自治体が海岸線に位置しており、Tonya、Düzköy、Şalpazarı、Maçka、Köprübaşı、Dernekpazarı、Hayrat、Çaykaraが内陸に位置している。Beşikdüzü、Şalpazarıは1988年に設置され、Çarşıbaşı、Düzköy、Köprübaşı、Dernekpazarı、Hayratは1990年に設置された。

## 歴史
県都であるトラブゾンはスィノプ周辺から移り住んだギリシャ人たちによって立てられた。ローマ時代、東ローマ時代を経て、1204年から1461年まではトレビゾンド帝国の首都となった。この後トラブゾンはオスマン帝国の一部となった。この後1868年に最終的に県となった。
この県は第一次世界大戦のカフカース戦線の戦場になった。この後、1916年にはロシアの司令官ニコライ大公によって占領された。この占領は1918年のこの戦争の終焉まで続いた。
2012年にトラブゾン県全体がトラブゾン大都市自治体に指定されることにより、旧トラブゾン市はオルタヒサールに改称した。

## 人口変化
県人口はおおむね増加傾向にある。
- 1927年 - 290,303
- 1935年 - 360,679
- 1940年 - 390,733
- 1945年 - 395,733
- 1950年 - 420,279
- 1955年 - 462,249
- 1960年 - 532,999
- 1965年 - 595,782
- 1970年 - 659,120
- 1975年 - 719,008
- 1980年 - 731,045
- 1985年 - 786,194
- 1990年 - 795,849
- 1997年 - 858,687
- 2000年 - 979,081